# إيفان رودريغو سيلفا أوليفيرا
إيفان رودريغو سيلفا أوليفيرا (بالإسبانية: Iván Silva)‏ (23 أكتوبر 1993 في الأوروغواي - ) هو لاعب كرة قدم أوروغواني في مركزي الهجوم والوسط. لعب مع ريفر بليت وTacuarembó F.C. ‏.

## وصلات خارجية
- إيفان رودريغو سيلفا أوليفيرا على موقع قاعدة بيانات كرة القدم.إي يو (الإنجليزية)
- إيفان رودريغو سيلفا أوليفيرا على موقع Soccerway.com (الإنجليزية)